# برزوبند
برزوبند (به لاتین: Burzubənd) یک منطقهٔ مسکونی در جمهوری آذربایجان است که در شهرستان آستارا واقع شده‌است. برزوبند ۹۷۸ نفر جمعیت دارد.

## ریشه واژه
برز یا بارز در زبان تالشی به‌معنی بلند و مرتفع و بَند به‌معنی تپه یا کوه است و معنای کامل آن کوه یا تپه بلند است. همچنین کوهی به همین نام در نزدیکی این روستا وجود دارد.